# Micropterix aureatella
Micropterix aureatella es una especie de lepidópteros de la familia Micropterigidae.

## Distribución geográfica
Habita en toda Europa, exceptuando España, Portugal e Islandia. Se mueven en grupos alrededor de los pinos negros (Pinus mugo) en floración.